# ВЕЦ „Видима“
ВЕЦ „Видима“ (Видимско Пръскало) е водноелектрическа централа в България, изградена в землището на град Априлци на водослива на реките Лява Видима и Пръскалска.
Проектът за централата е изготвен през 1942 година от Министерството на обществените сгради, пътищата и благоустройството и строителството започва през следващата година, но напредва бавно. Централата е пусната в експлоатация през 1950 година.
Има 3 генератора, от които два по 1316 kW и един по 658 kW с обща инсталирана мощност 3,29 MW. Средно годишното електропроизводство за периода 2000 г. – 2002 г. е 9894 МWh.
Разполага с два подземни и три закрити гравитачни канали, напорен тръбопровод 930 метра с диаметър 900 мм. Дневен изравнител с обем 20 000 куб.м.

## Машинна част
- три агрегата турбина/генератор с турбини тип „Пелтон“, на хоризонтална ос,[1] мощност 1920 к.с. за първите две турбини и 960 к.с за третата, „Ешър Вис:Швейцария“, 1949
- три регулатора за обороти, „Ешър Вис:Швейцария“, 1949
- три генератора; мощност 1880 kVA за първите две хидрогрупи и 940 kVA за третата, 750 оборота в минута, „Оерликон:Швейцария“, 1949.